# Counting Stars
Counting Stars (englisch für „Sterne zählen“) ist ein Lied der US-amerikanischen Pop-Rock-Band OneRepublic, das im März 2013 erschien.

## Entstehung und Veröffentlichung
Das Lied wurde von One-Republic-Frontmann Ryan Tedder getextet, komponiert und produziert. Bei der Produktion erhielt er Unterstützung durch Noel Zancanella.
Die Erstveröffentlichung von Counting Stars erfolgte am 22. März 2013 bei Interscope Records und der Mosley Music Group, als Teil von OneRepublics dritten Studioalbum Native (Katalognummer: 06025 3719804). Nachdem das Lied am 3. Juni desselben Jahres zunächst als Promo-Single erschien (Katalognummer: US-UM7-13-01306), wurde es am  14. Juni 2013 als dritte Single aus dem Album ausgekoppelt. Diese erschien weltweit in verschiedenen Ausführungen, darunter als 2-Track-CD-Single (Katalognummer: 00602537439874) oder auch als Download mit einem Remix als B-Seite.

## Musikvideo
Das dazugehörige Musikvideo wurde  in New Orleans gedreht, entstand unter der Regie von James Lees und feierte seine Premiere am 31. Mai 2013. Es zeigt die Band, die das Lied in einem düsteren Raum im Erdgeschoss eines Gebäudes spielt, der von hängenden Glühbirnen umgeben ist. Die Aufnahmen wechseln sich mit Szenen ab, in denen einige Menschen an einem Gottesdienst einer Erweckungskirche in einem büroähnlichen Ort im Obergeschoss teilnehmen. Am Ende des Videos stürzt der Büroboden ein und einer der Gläubigen stürzt und landet im Raum darunter, in dem die Band das Lied aufführt. Im Video gibt es auch einige Szenen, in denen ein Alligator zu sehen ist, wie er sich im Erdgeschoss von einem Raum in einen anderen bewegt. Bis Juni 2025 zählte es über 4,1 Milliarden Aufrife auf der Videoplattform YouTube und zählt damit zu den meistgesehenen Videos auf der Plattform.

## Kommerzieller Erfolg

### Chartplatzierungen
| ChartsChartplatzierungen       | Höchstplatzierung | Wochen |
| ------------------------------ | ----------------- | ------ |
| Deutschland (GfK)              | 3 (44 Wo.)        | 44     |
| Österreich (Ö3)                | 4 (26 Wo.)        | 26     |
| Schweiz (IFPI)                 | 9 (100 Wo.)       | 100    |
| Vereinigte Staaten (Billboard) | 2 (68 Wo.)        | 68     |
| Vereinigtes Königreich (OCC)   | 1 (76 Wo.)        | 76     |

| ChartsJahrescharts (2013)      | Platzierung |
| ------------------------------ | ----------- |
| Deutschland (GfK)              | 21          |
| Österreich (Ö3)                | 32          |
| Schweiz (IFPI)                 | 38          |
| Vereinigte Staaten (Billboard) | 63          |
| Vereinigtes Königreich (OCC)   | 9           |

### Auszeichnungen für Musikverkäufe
| Land/Region                  | Auszeichnungen für Musikverkäufe (Land/Region, Auszeichnung, Verkäufe) | Verkäufe   |
| ---------------------------- | ---------------------------------------------------------------------- | ---------- |
| Australien (ARIA)            | 21× Platin                                                             | 1.470.000  |
| Belgien (BRMA)               | Gold                                                                   | 15.000     |
| Brasilien (PMB)              | 6× Diamant                                                             | 1.500.000  |
| Dänemark (IFPI)              | 4× Platin                                                              | 360.000    |
| Deutschland (BVMI)           | Diamant                                                                | 1.000.000  |
| Frankreich (SNEP)            | —                                                                      | 75.400     |
| Irland (IRMA)                | Platin                                                                 | 15.000     |
| Italien (FIMI)               | 5× Platin                                                              | 500.000    |
| Kanada (MC)                  | Diamant                                                                | 800.000    |
| Mexiko (AMPROFON)            | 2× Platin                                                              | 120.000    |
| Neuseeland (RMNZ)            | 8× Platin                                                              | 240.000    |
| Niederlande (NVPI)           | 2× Platin                                                              | 60.000     |
| Österreich (IFPI)            | 4× Platin                                                              | 120.000    |
| Portugal (AFP)               | 3× Platin                                                              | 30.000     |
| Schweden (IFPI)              | 5× Platin                                                              | 200.000    |
| Schweiz (IFPI)               | 2× Platin                                                              | 60.000     |
| Spanien (Promusicae)         | 4× Platin                                                              | 240.000    |
| Vereinigte Staaten (RIAA)    | Diamant                                                                | 10.000.000 |
| Vereinigtes Königreich (BPI) | 6× Platin                                                              | 3.600.000  |
| Insgesamt                    | 1× Gold · 67× Platin · 9× Diamant ·                                    | 20.305.400 |

Hauptartikel: OneRepublic/Auszeichnungen für Musikverkäufe